# Mick Box
Michael Frederick "Mick" Box, född 8 juni 1947 i Walthamstow, Essex (numera en stadsdel i London), är en brittisk gitarrist. Han var med om att bilda rockgruppen Uriah Heep 1969 och är den enda av de ursprungliga medlemmarna som är kvar än idag.